# Son Altesse Illustrissime
Pour les articles homonymes, voir Altesse.
Son Altesse Illustrissime (S.A.Ill.) est un prédicat honorifique porté par divers membres de l'aristocratie européenne. Il vient du mot allemand Erlaucht (illustre).

## Description
À partir de l'époque moderne, le style Erlaucht est utilisé par les membres des familles comtales (Reichsgrafen) qui, comme les Reichsfürsten, ont le statut d'immédiateté impériale. Ces familles le conservent après la médiatisation allemande de 1802-1803, confirmée par le Bundesversammlung de la Confédération germanique, en 1828.
Ce titre est également adopté par les branches cadettes de certaines familles princières telles que Lippe-Biesterfeld, Colloredo-Mansfeld, Fugger, Khevenhüller, Salm, Schönburg, Starhemberg, Stolberg, Waldbourg et Waldeck-Pyrmont. Les familles comtales médiatisées sont appelées Hochgeboren. Il est parfois utilisé pour traduire le style russe Siiatelstvo, un prédicat porté par les membres de certaines familles de l'aristocratie russe (également parfois traduit par « Son Altesse Sérénissime »).